# Aiguilles (tổng)
Tổng Aiguilles là một tổng ở tỉnh Hautes-Alpes trong vùng Provence-Alpes-Côte d'Azur.

## Địa lý

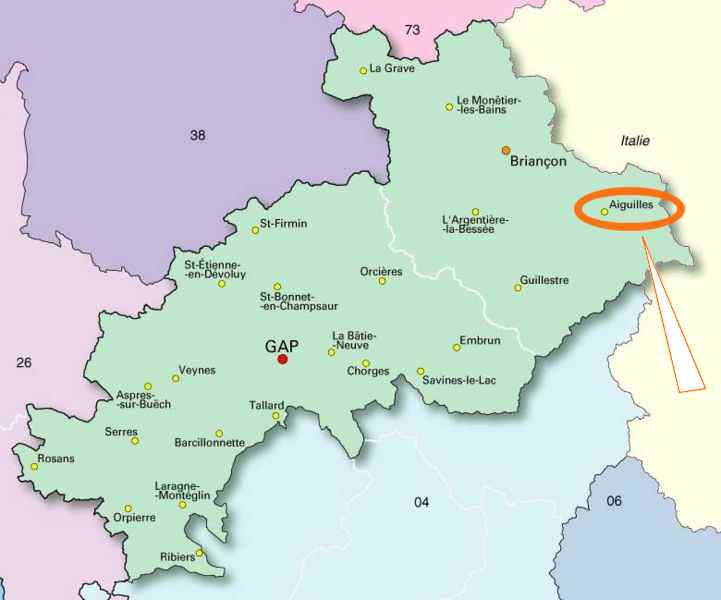
Vị trí Aiguilles trong tổng

Tổng này được tổ chức xung quanh Aiguilles thuộc quận Briançon. Độ cao thay đổi từ 1 138 m (Arvieux) đến 3 305 m (Abriès) với độ cao trung bình 1 599 m.

## Hành chính
| Giai đoạn | Ủy viên            | Đảng | Tư cách |
| --------- | ------------------ | ---- | ------- |
| 2004-2010 | Jean-Claude Catala | DVG  |         |

## Các đơn vị cấp dưới
Tổng Aiguilles gồm 7 xã với dân số là 2 138 người (điều tra năm 1999, dân số không tính trùng)
| Xã                    | Dân số | Mã bưu chính | Mã insee |
| --------------------- | ------ | ------------ | -------- |
| Abriès                | 354    | 05460        | 05001    |
| Aiguilles             | 441    | 05470        | 05003    |
| Arvieux               | 355    | 05350        | 05007    |
| Château-Ville-Vieille | 321    | 05350        | 05038    |
| Molines-en-Queyras    | 322    | 05350        | 05077    |
| Ristolas              | 78     | 05460        | 05120    |
| Saint-Véran           | 267    | 05350        | 05157    |

## Biến động dân số
| 1962                                                     | 1968  | 1975  | 1982  | 1990  | 1999  |
| -------------------------------------------------------- | ----- | ----- | ----- | ----- | ----- |
| 1 611                                                    | 1 674 | 1 677 | 1 902 | 1 948 | 2 138 |
| Nombre retenu à partir de 1962 : dân số không tính trùng |       |       |       |       |       |